# Isapostolos
Isapostolos (grekiska: Iσαπόστολος, isapostolos; latin: aequalis apostolis; rumänska: întocmai cu Apostolii; ryska: равноапостольный, ravnoapostolnyj; bulgariska och serbiska: равноапостолни, ravnoapostolni svenska: apostlalik) är grekiska för "apostlalik" (ordagrant: ’jämställd med apostlarna’) och är en särskild titel som den östortodoxa kyrkan ger till vissa helgon. Benämningen förekommer också i de östkatolska kyrkorna.
Att beteckna ett helgon isapostolos innebär att erkänna vederbörande ett inflytande som är likvärdigt Jesu apostlar. Detta tillkommer framförallt personer som betraktas som ett lands apostel vilken omvände nationen till kristendomen och vilken därför betraktas som nationalhelgon. Sådana isapostolos är Konstantin den store, Boris I av Bulgarien, Sava av Serbien, Olga av Kiev, Vladimir I av Kiev, Nino av Georgien, Sankt Patrick av Irland, Abercius av Hieropolis, samt andra inflytelserika nationalhelgon som Kosmas av Aitolien, Kyrillos och Methodios. 
Somliga personer som har framträdande roller för kristendomen i Nya testamentet har också givits titeln, som Maria Magdalena och Thekla, liksom senare personer som kristnat länder eller områden, som ryssarna Nikolai av Japan och Innocentius av Alaska.
|  |  |  |  |